# ORP Sokół (1940)
| «Сокіл»                                                               | «Сокіл» | «Сокіл» |
| --------------------------------------------------------------------- | --- | --- |
| ORP Sokół (N.97)                                                      | | |
|                                                                       | | |
| Польський підводний човен «Сокіл»                                     | | |
| Верф                                                                  | Vickers-Armstrongs, Барроу-ін-Фернесс | Vickers-Armstrongs, Барроу-ін-Фернесс |
| Під прапором                                                          | Велика Британія Польща | Велика Британія Польща |
| Належність                                                            | Військово-морські сили Великої Британії · Військово-морські сили Польщі                                                                         | Військово-морські сили Великої Британії · Військово-морські сили Польщі                                                                         |
| Порт приписки                                                         | Портсмут Маноель Данді | Портсмут Маноель Данді |
| Замовлення                                                            | 4 вересня 1939 | 4 вересня 1939 |
| Закладений                                                            | 9 грудня 1939 | 9 грудня 1939 |
| Спуск на воду                                                         | 30 вересня 1940 | 30 вересня 1940 |
| Введений до складу флоту                                              | 19 січня 1941 | 19 січня 1941 |
| Виведений зі складу флоту                                             | 27 липня 1945 | 27 липня 1945 |
| На службі                                                             | 1941-1946 | 1941-1946 |
| Сучасний статус                                                       | У січні 1941 року переданий до складу ВМС Польщі; 27 липня 1945 року повернутий флоту Великої Британії; у вересні 1949 року розібраний на брухт | У січні 1941 року переданий до складу ВМС Польщі; 27 липня 1945 року повернутий флоту Великої Британії; у вересні 1949 року розібраний на брухт |
| Бойовий досвід                                                        | Друга світова війна Битва на Середземному морі                                                                                                  | Друга світова війна Битва на Середземному морі                                                                                                  |
| Проєкт                                                                | | |
| Тип ПЧ                                                                | малий дизель-електричний підводний човен | малий дизель-електричний підводний човен |
| Основні характеристики                                                | | |
| Швидкість (надводна)                                                  | 11,25 вузлів (20,8 км/год) | 11,25 вузлів (20,8 км/год) |
| Швидкість (підводна)                                                  | 10 вузлів (18,6 км/год) | 10 вузлів (18,6 км/год) |
| Робоча глибина занурення                                              | 60 м | 60 м |
| Дальність плавання                                                    | 4 500 миль (8 300 км) на швидкості 11 вузлів (надводна) 70 миль (130 км) на швидкості 4 вузли (підводна)                                        | 4 500 миль (8 300 км) на швидкості 11 вузлів (надводна) 70 миль (130 км) на швидкості 4 вузли (підводна)                                        |
| Екіпаж                                                                | 32 офіцери та матроси | 32 офіцери та матроси |
| Розміри                                                               | | |
| Довжина найбільша (по КВЛ)                                            | 58,22 м | 58,22 м |
| Ширина корпусу найб.                                                  | 4,9 м | 4,9 м |
| Середня осадка (по КВЛ)                                               | 4,62 м | 4,62 м |
| Водотоннажність надводна                                              | 540—630 тонн | 540—630 тонн |
| Силова установка                                                      | | |
| Дизель-електрична: 2 × дизельних двигуни Admiralty 2 × електродвигуни | | |
| Гвинти                                                                | 2 | 2 |
| Потужність                                                            | 2 × 1250 к.с. (дизель) 2 × 1 450 к. с. (електродвигун)                                                                                          | 2 × 1250 к.с. (дизель) 2 × 1 450 к. с. (електродвигун)                                                                                          |
| Озброєння                                                             | | |
| Торпедно- мінне озброєння                                             | 6 × 533-мм торпедних апаратів 8-10 торпед | 6 × 533-мм торпедних апаратів 8-10 торпед |
| ППО                                                                   | 1 × 76-мм гармати QF 3-inch 20 cwt | 1 × 76-мм гармати QF 3-inch 20 cwt |

«Сокіл» (пол. ORP Sokół (N.97) — британський підводний човен типу «U», друга серія, що перебував у складі Королівського військово-морського флоту Великої Британії та ВМС Польщі у роки Другої світової війни.

## Історія створення
«Сокіл» був закладений 9 грудня 1939 року на верфі компанії Vickers-Armstrongs у Барроу-ін-Фернессі, як «Ачін» (HMS Urchin). 30 вересня 1940 року він був спущений на воду, а 19 січня 1941 року увійшов до складу Королівського ВМФ Великої Британії.

## Історія служби
Невдовзі після випробувань відповідно до англо-польського військового союзу човен був переданий польському екіпажу. 19 січня 1941 року на кораблі був піднятий прапор Польщі. Під командуванням першого командира коммандора Бориса Карницького «Сокіл» перейшов до Портсмуту. Базуючись на цій ВМБ польський підводний човен протягом півроку патрулював Біскайську затоку біля французького порту Брест. У вересні його перевели на Мальту, де включили до складу 10-ї підводної флотилії. «Сокіл» брав участь у бойових походах з атаками італійських портів Таранто та Неаполь. Він також супроводжував численні конвої в Середземному морі.
28 жовтня того ж року «Сокіл» здобув свою першу перемогу, завдавши значних ушкоджень італійському допоміжному крейсеру «Чітта-ді-Палермо». 2 листопада у Неаполітанській затоці разом з однотипним човном «Атмост» він потопив 2469-тонний транспортний корабель «Balilla». 19 листопада він прорвався крізь протичовнові мережі і зайшов у порт Наваріно, де пошкодив італійський есмінець «Ав'єре». Польський човен піддався масованій атаці італійських катерів та есмінців, але всі глибинні бомби промахнулися, і «Соколу» вдалося втекти з гавані, потопивши додатково транспортний пароплав (5600 тонн) трьома торпедами. 12 лютого 1942 року він захопив, а потім потопив італійську дерев'яну торговельну шхуну «Джузеппіну» (362 тонни) у затоці Габес.
17 квітня, перебуваючи в порту Мальти, польський човен був сильно пошкоджений унаслідок повітряного нальоту німецької авіації і тому човен доправили на верф у Блайті для ремонту. До середини 1943 року він повернувся до Середземномор'я, де продовжував виконання бойових завдань з переслідування ворожих транспортних конвоїв та поодиноких суден біля узбережжя Італії, Північної Африки та в Адріатичному морі. 12 вересня він протаранив і потопив рибальське судно «Meattini» (36 тонн). Також брав участь у союзній блокаді військово-морських баз італійського флоту у Неаполі та Пулі. Біля берегів останнього порту, переданого італійцями до нацистської Німеччини, «Сокіл» потопив транспорт боєприпасів (ймовірно, 7 095-тонну «SS Eridania») і через три дні 11 листопада італійську шхуну «Argentina» (64 тонни).
У період з 4 листопада 1943 року по 25 лютого 1944 року човен діяв в Егейському морі з військово-морської бази в Бейруті. Серед затоплених у той період ним суден було два транспортних кораблі, чотири шхуни та один катер. У березні 1944 року обидва «Жахливі близнюки» вирушили з Мальти до Великої Британії, де увійшли до 9-ї підводної флотилії на базі Данді. Після ще чотирьох патрулів біля берегів Норвегії, навесні 1945 року «Сокіл» вивели з числа бойового складу флоту та перевели на роль навчального підводного човна, в цій якості він використовувався Королівськими ПС для підготовки пілотів морських бомбардувальників.